# Wells-next-the-Sea
Wells-next-the-Sea este un oraș în comitatul Norfolk, regiunea East, Anglia. Orașul se află în districtul North Norfolk. 